# 阿尔马苏尔
阿尔马苏尔，是西班牙卡斯蒂利亚-莱昂索里亚省的一个市镇。总面积68平方公里，总人口148人（2001年），人口密度2人/平方公里。